# Carex disticha
Carex disticha Huds. è una pianta erbacea della famiglia delle Ciperacee.

## Descrizione
Carex disticha è una pianta erbacea perenne che raggiunge un'altezza da 20 a 70 cm. Ha un caratteristico lungo stolone. Il diametro del rizoma va da 2 a 3 cm. Tanto il ruvido fusto che le foglie si drizzano. Al tempo della maturazione del frutto il fusto può però sporgere leggermente. La parte anteriore delle foglie ha nervature verdi. È presente anche una ligula verde innervata. Le foglie raggiungono una larghezza da 2 a 4 mm.
La pianta genera un'infiorescenza occupata da 10 a 25 spighette, Le spighette superiori e inferiori sono in maggior parte puramente femminili e maschili sono solo quelle centrali. Da ciò il frutto maturo viene stretto dalle spighette.  La distribuzione del sesso nei fiori può tuttavia variare. Le spighette mature sono di colore marrone. Essa fiorisce in maggio e in giugno.
Il numero cromosomico è 2n = 62.

## Biologia
Si riproduce per impollinazione anemogama con successiva diffusione dei semi per anemocoria. Tuttavia essa si moltiplica anche in forma vegetativa con l'ausilio del rizoma e dello stolone interrato.

## Distribuzion e e habitat
Carex disticha è diffusa dall'Europa sino alla Siberia orientale e all'Iran; presente anche in Nordafrica. Si trova inoltre come specie naturalizzata, introdotta dall'uomo, anche nell'America orientale.
Essa cresce bene su terreni sabbiosi umidi stagnanti o periodicamente allagati, ricchi di sostanze nutritive, prevalentemente calcaree, leggermente argillose.
È un elemento costitutivo di grossi canneti e cresce soprattutto su rive di corsi d'acqua interrati e su prati estesi e umidi.